# Абзам
Абзам (на немски: Absam) е селище в Западна Австрия. Разположен е в окръг Инсбрук на провинция Тирол. Надморска височина 632 m. Първите сведения за селището датират от 995 г. Отстои на 11 km източно от провинциалния център град Инсбрук. Население 6474 жители към 1 април 2009 г.

## Личности
Родени
- Франц Фишлер (р.1946), австрийски политик